# ゼネラルインベストメント
株式会社ゼネラルインベストメント（英: General Investment Co., Ltd.）は、GIグループ(GI Group)の純粋持株会社。